# Кейзер, Виллем де
Виллем Хендриксон де Кейзер (нидерл. Willem Hendrickszoon de Keyser; (1603, Амстердам, Республика Соединённых провинций — после 1680) — нидерландский архитектор и скульптор, сыгравший важную роль в формировании оригинального стиля нидерландской архитектуры этапа позднего «ренессанс-маньеризма» амстердамской школы и своеобразного голландского классицизма. Работал главным образом в Амстердаме, завершал многие постройки своего отца Хендрика де Кейзера после его смерти в 1621 году.

## Биография
Виллем де Кейзер был членом большой художественной семьи: сыном известного амстердамского архитектора Хендрика де Кейзера, братом архитектора Питера де Кейзера (1595—1676), скульптора Хендрика де Кейзера II (Младшего; 1613—1665) и живописца Томаса де Кейзера (ок. 1596—1667).
Среди прочего, он спроектировал Oudezijds Huiszittenhuis в Амстердаме и Crackstate в Херенвене. Оба здания получили статус государственных памятников. Виллем также в качестве скульптора создал монументальные надгробия флотоводцев Мартена Тромпа в делфтской церкви Ауде-Керк (Старая церковь) и Яна ван Галена в «Новой церкви» (Nieuwe Kerk) в Амстердаме. Рельеф, украшающий надгробие Тромпа, изображает битву при Схевенингене.
Около 1623 года он покинул Амстердам и поселился в Лондоне, где нашёл работу у своего зятя, английского архитектора Николаса Стоуна, женившегося на сестре Виллема Марии. Стоуну было поручено построить ряд зданий в классицистическом стиле, спроектированных палладианцем Иниго Джонсом для короля Англии Карла I. Во время пребывания в Англии де Кейзер женился на Вальбурге Паркер. Он оставался в туманном Альбионе до 1640 года, когда неспокойная политическая ситуация вынудила его вернуться в Амстердам.
13 августа 1640 года Виллем де Кейзер был принят мастером в гильдию каменщиков Амстердама, а 3 декабря 1647 года городское правительство назначило его мастером-каменщиком города (stadsmeestersteenhouwer). Виллем де Кейзер помогал Якобу ван Кампену проектировать и строить новую грандиозную ратушу Амстердама (ныне Королевский дворец), он создал рельефы для этого здания, а также шпиль соседней «Новой церкви» (Nieuwe Kerk).
20 февраля 1653 года Виллем де Кейзер был уволен с должности городского каменщика по обвинению в финансовых злоупотреблениях. В 1658 году Виллем объявил о своём банкротстве и снова уехал в Англию. В 1674 году он всё ещё жил в Англии, но женился в Гааге. Должно быть, вскоре после этого он вернулся в Амстердам, так как в 1678 году работал над монументальной гробницей Михеля де Рюйтера в «Новой церкви». Неизвестно, когда и где он умер.

## Галерея

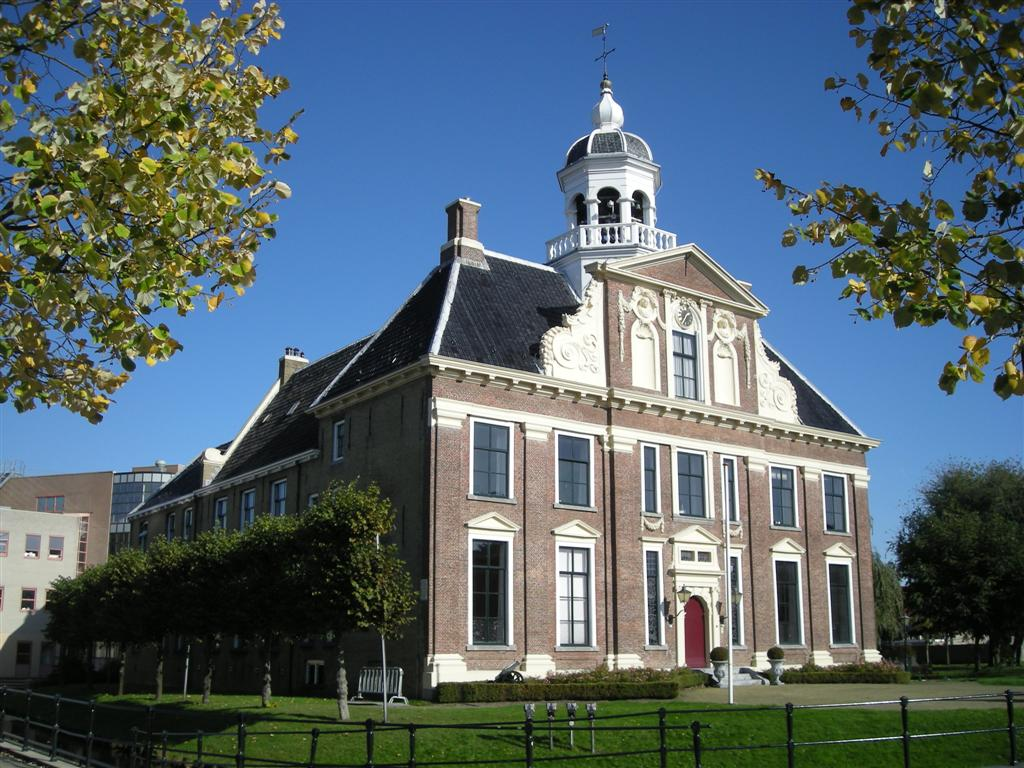
«Crackstate». Херенхевен
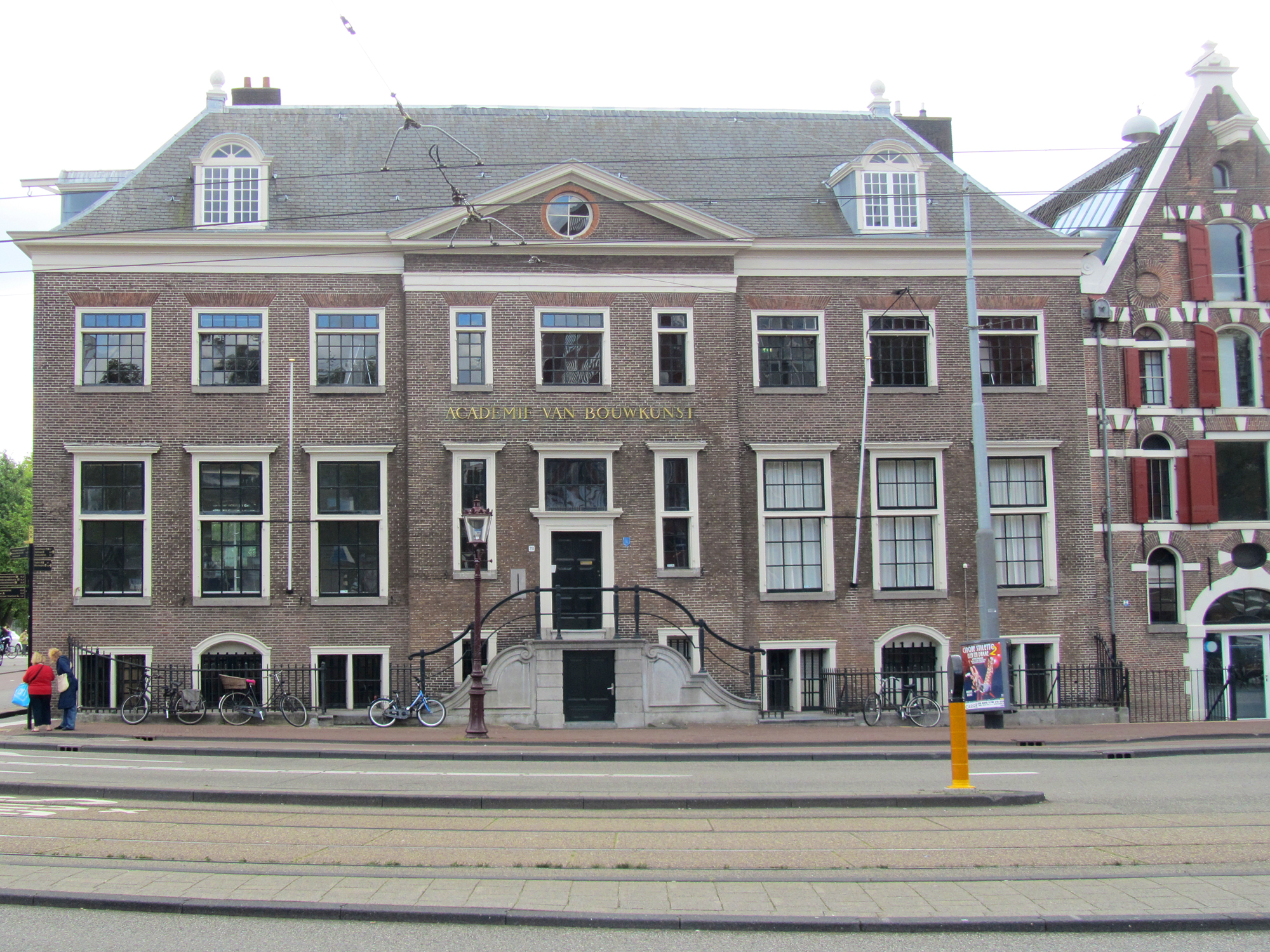
«Oudezijds huiszittenhuis». Амстердам
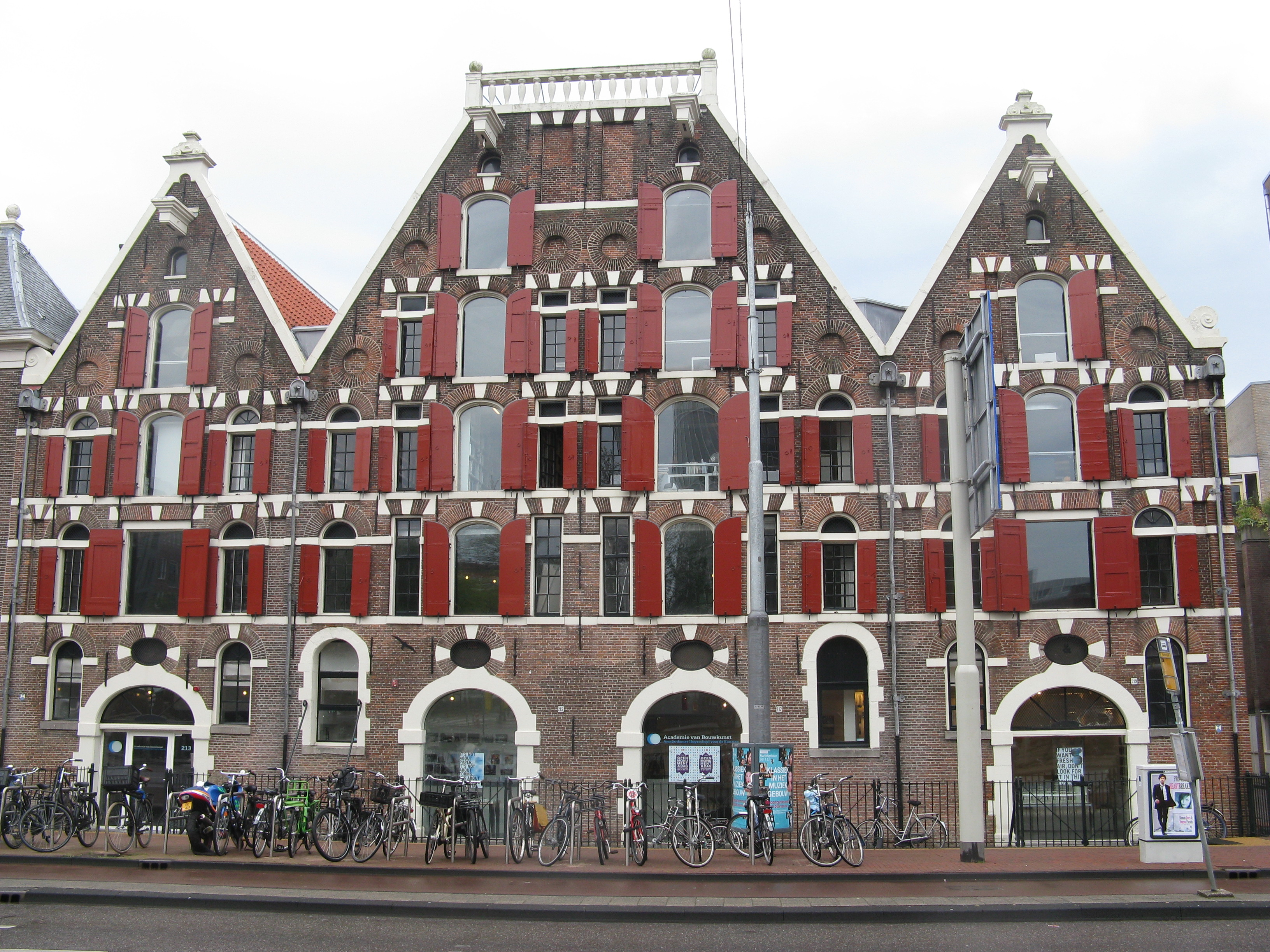
Здание Арсенала (позднее Строительная академия). Амстердам
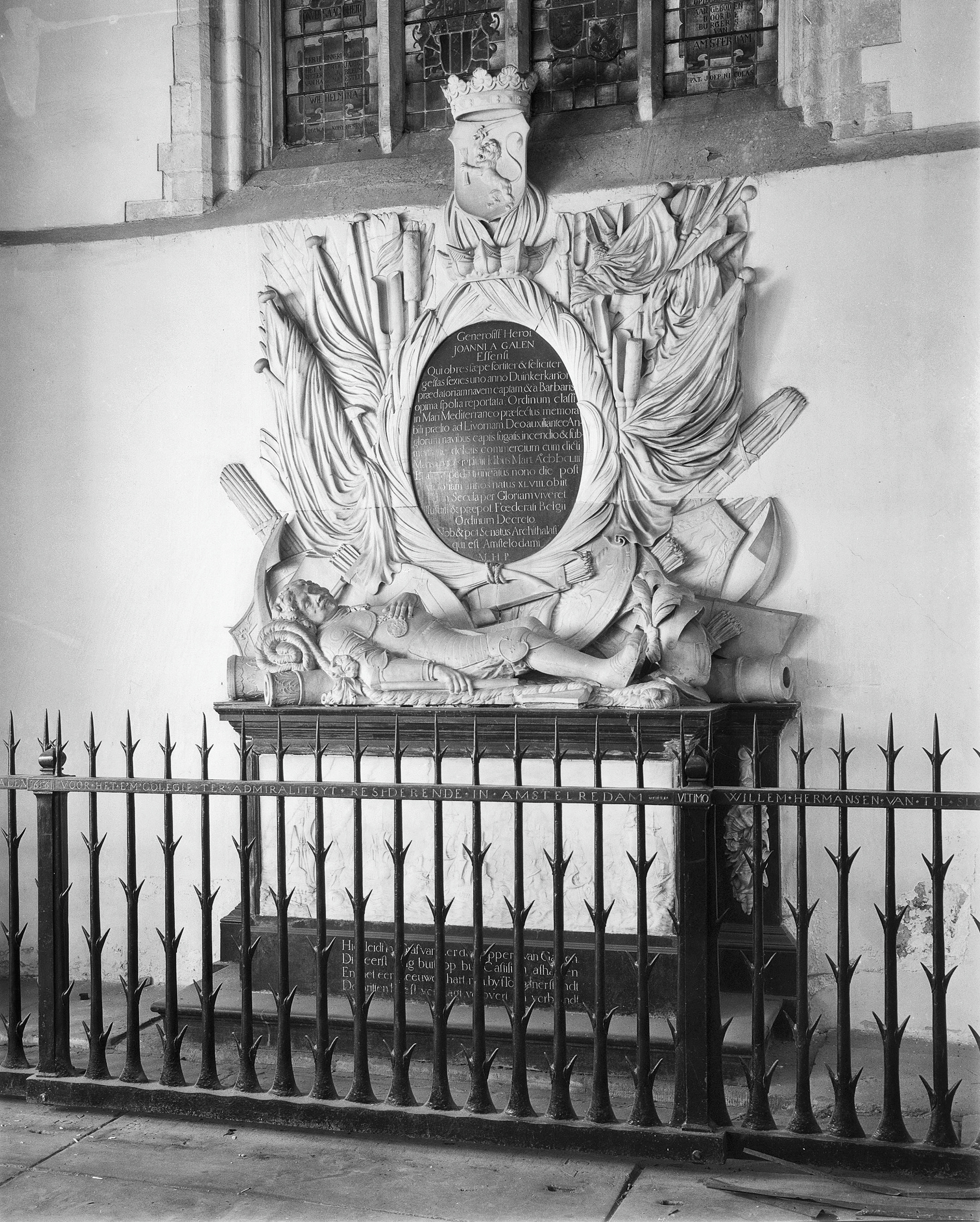
Надгробие Яна ван Галена. Новая церковь, Амстердам
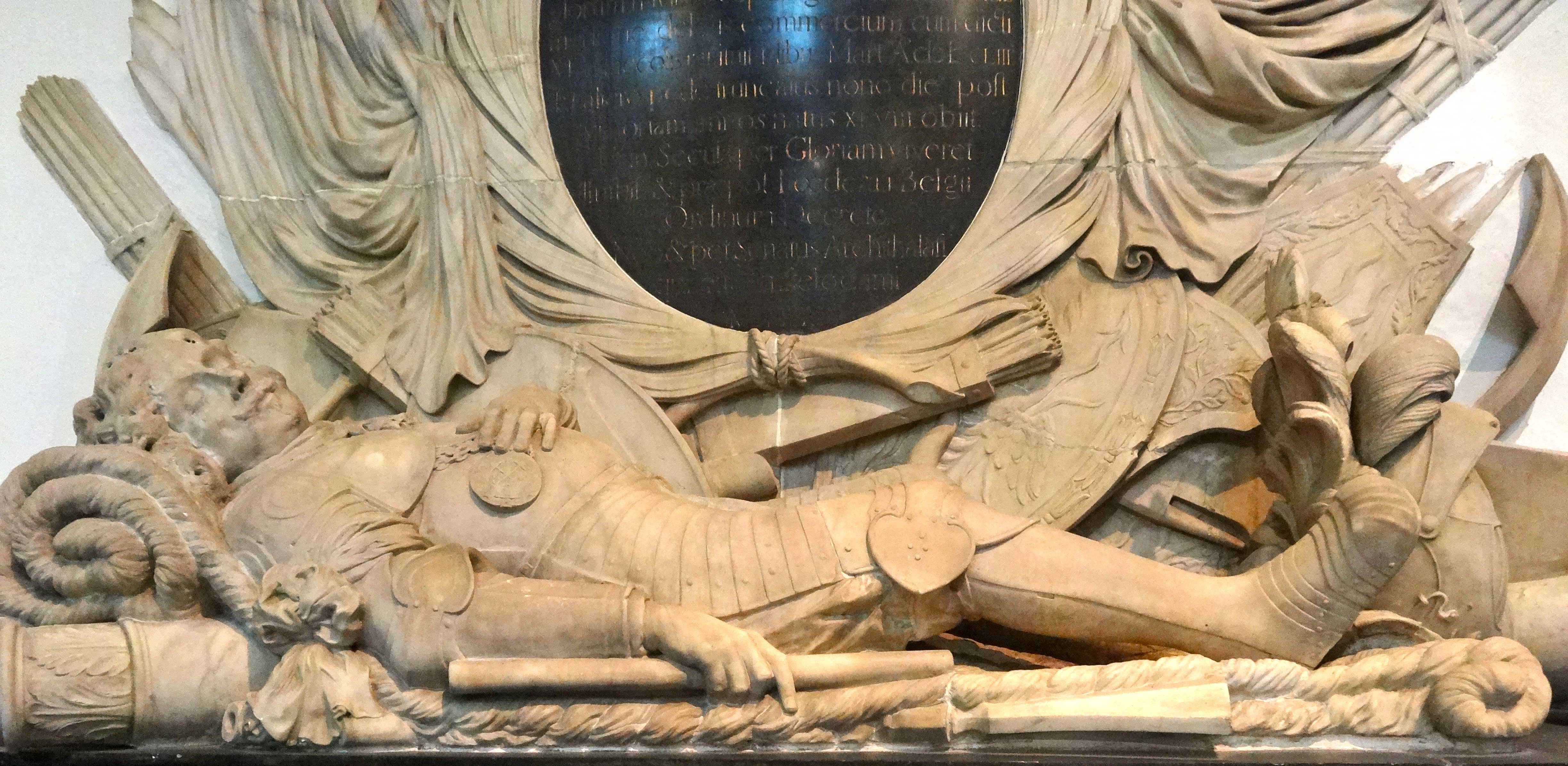
Надгробие Яна ван Галена. Деталь